# Lac Opiscotéo
Le lac Opiscotéo est un lac du Québec (Canada) située à 75 km au nord-ouest de Fermont. Celui-ci est alimenté par plusieurs lacs et se déverse dans la rivière Caniapiscau. Le nom du lac provient de l'innu upiskuteu signifie « là ou le tonnerre est tombé ».